# Lenártek András
Lenártek András (Ózd, 1957. július 5. –) magyar agrármérnök, környezetvédelmi szakmérnök, szakközgazdász, politikus, 1998 és 2006 között országgyűlési képviselő (Fidesz).

## Élete
Apai nagyapja Katowice környékéről került bányászként Magyarországra, anyai ágon pedig rokona Havranek József korábbi székesfehérvári polgármester. Gyermekkorát az akkor Ózdhoz tartozó Farkaslyukon töltötte, általános iskolai tanulmányait is itt végezte, majd középiskolai tanulmányait az Ózdi József Attila Gimnáziumban folytatta. Érettségi után a Debreceni Agrártudományi Egyetem hallgatója lett, ahol 1981-ben szerzett agrármérnöki diplomát, ugyanebben az évben mérlegképes könyvelő szakképesítést is szerzett. 1987-ben a Gödöllői Agrártudományi Egyetemen környezetvédelmi szakmérnöki, 1991-ben a Budapesti Közgazdaságtudományi Egyetemen szakközgazdász diplomát szerzett.
1981-től 1982-ig Debrecenben segédmunkásként, majd 1987-ig Szirmabesenyőn agronómusként dolgozott, ezután a II. Rákóczi Ferenc Mgtsz. főkönyvelője lett Felsővadászon. 1990 és 1992 között az Észak-magyarországi Átképző Központ instruktora, majd 1992-től 1994-ig a Miskolc és Térsége Vállalkozásfejlesztési Alapítvány munkatársa volt. 1994-ben a Borsod-Abaúj-Zemplén Megyei Fejlesztési Ügynökség munkatársa lett.
1993 márciusában belépett a Fideszbe, 1994 és 2007 között a párt megyei választmányának tagja, 2004-től 2007-ig a választmány elnökségi tagja és választókerületi elnök. 1994 és 2002 között megyei önkormányzati képviselő és a Költségvetési Bizottság tagja volt, majd 2002-ben Miskolc önkormányzati képviselője, 2006-ban pedig a Pénzügyi Bizottság elnöke lett.
Az 1998-as országgyűlési választáson Borsod-Abaúj-Zemplén megye 1. számú, Miskolc központú választókerületéből szerzett mandátumot, majd a 2002-es országgyűlési választáson a Borsod-Abaúj-Zemplén megyei területi listáról jutott a parlamentbe. Az Országgyűlésben a költségvetési és pénzügyi bizottság, illetve az európai integrációs ügyek bizottságának volt tagja. A 2006-os országgyűlési választáson már nem szerzett mandátumot.
Az aktív politizálástól visszavonulva 2010-ben a NORDA Észak-Magyarországi Regionális Fejlesztési Ügynökség Közhasznú Nonprofit Kft gazdasági vezetője, majd ügyvezető-helyettese lett, 2016-tól 2022-es nyugdíjazásáig pedig a jogutód intézmény, a BORA 94 Borsod-Abaúj-Zemplén Megyei Fejlesztési Ügynökség Nonprofit Kft. ügyvezetője volt. 2021-től annak megszűnéséig az Innovációs és Technológiai Minisztérium Stratégiai Ügyekért Felelős Helyettes Államtitkársága alatt működő Északkelet-magyarországi Gazdaságfejlesztési Zóna Miskolci Koordinációs Irodájának vezetőjeként is dolgozott.
Felesége 1990-től Hyross Márta röntgenasszisztens, két lányuk született.

## Díjai
- A Magyar Érdemrend tisztikeresztje (2024)[6]